# Rhizocladosporium argillaceum
Rhizocladosporium argillaceum är en svampart som först beskrevs av Minoura, och fick sitt nu gällande namn av Crous & U. Braun 2007. Rhizocladosporium argillaceum ingår i släktet Rhizocladosporium, ordningen disksvampar, klassen Leotiomycetes, divisionen sporsäcksvampar och riket svampar.   Inga underarter finns listade i Catalogue of Life.